# Tábor X

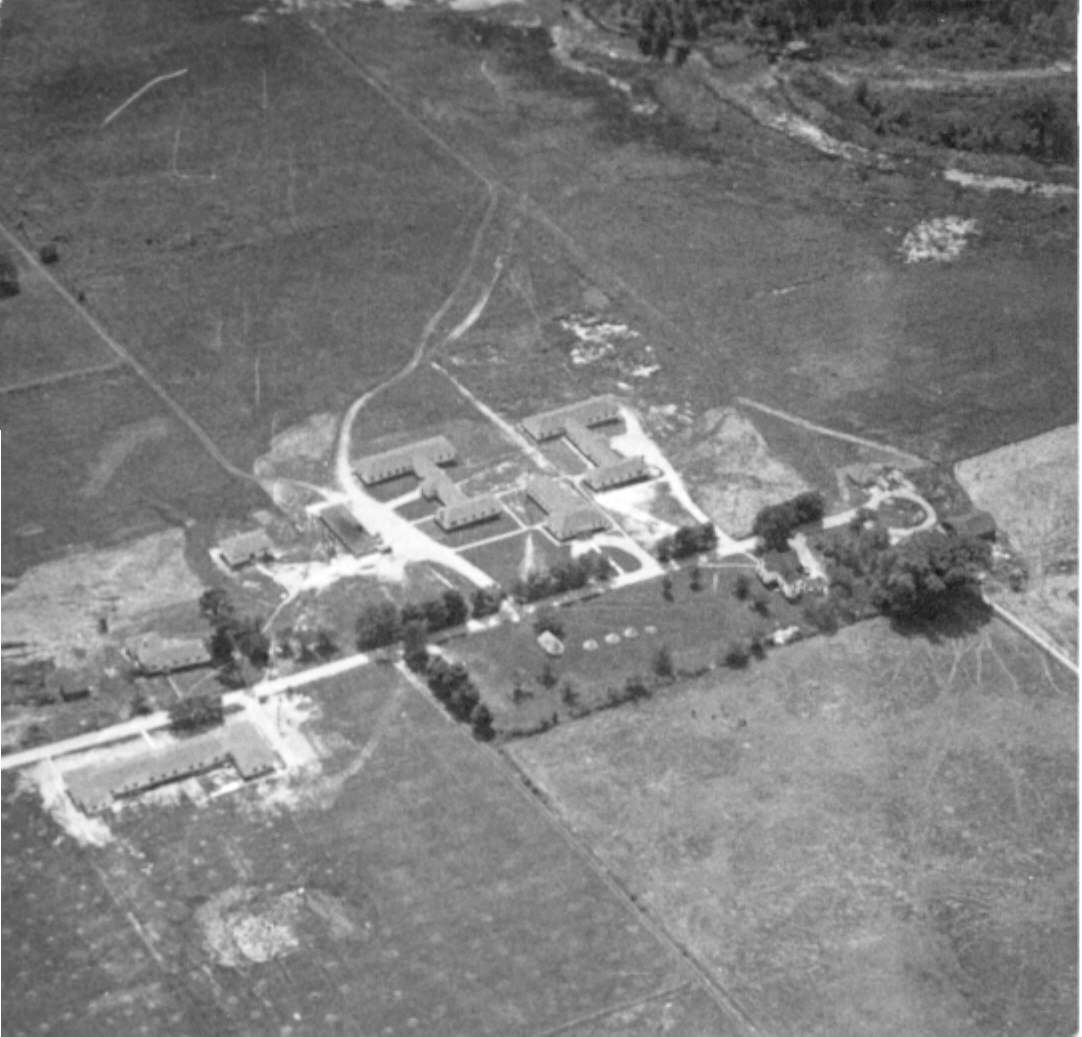
Camp X poblíž kanadsko-americké hranice na břehu jezera Ontario (1943)

Tábor X (Camp X, také Camp-X) byl krycí název tajné speciální výcvikové školy č. 103, britského paramilitárního zařízení z druhé světové války, kde se tajní agenti učili metody potřebné k úspěšným tajným operacím.  Nacházel se na severozápadním pobřeží jezera Ontario mezi Whitby a Oshawou v Ontariu, v Kanadě. Dnes je toto území známo jako Neohrožený park (Intrepid park) podle krycího názvu pro Sira Williama Stephensona, ředitele Britské Bezpečnostní Koordinace (British Security Co-ordination, BSC), který zřídil program k vytvoření výcvikového zařízení.
Zařízení bylo vedeno společně s kanadskou armádou s pomocí ministerstva zahraničních vztahů a Královské kanadské jízdní policie (Royal Canadian Mounted Police, RCMP), ale ovládáno BSC. Mělo také blízký vztah s MI6.  Kromě výcvikového programu měl tábor i komunikační věž nazývanou Hydra, která byla schopna vysílat a přenášet rádiové a telegrafické komunikace. 
Tréninkové zařízení bylo založeno 6. prosince 1941 a zrušeno před koncem roku 1944. Budovy byly odstraněny v roce 1969 a na místě byl postaven památník.
Historik Bruce Forsythe shrnul účel zařízení takto: „Účastníci se v táboře naučili techniky sabotáže, podvratné činnosti, shromažďovat informace, otevírat zámky bez klíče, pracovat s výbušninami, rádio komunikaci, zašifrovat/dešifrovat, techniky získávání členů pro partyzány, umění tichého zabíjení a boje bez zbraní.“ Poskytnutý byl i komunikační trénink, včetně Morseovy abecedy. Tábor byl tak utajený, že ani kanadský premiér William Lyon Mackenzie King nebyl plně obeznámen s tím, k čemu všemu sloužil. 